# Eupithecia pieria
Eupithecia pieria är en fjärilsart som beskrevs av Druce 1893. Eupithecia pieria ingår i släktet Eupithecia och familjen mätare. Inga underarter finns listade i Catalogue of Life.